# Chaptalia nutans
Chaptalia nutans ist eine Pflanzenart aus der Gattung Chaptalia innerhalb der Familie der Korbblütler (Asteraceae). Sie ist die häufigste Art ihrer Gattung und gedeiht in der Neotropis.

## Beschreibung

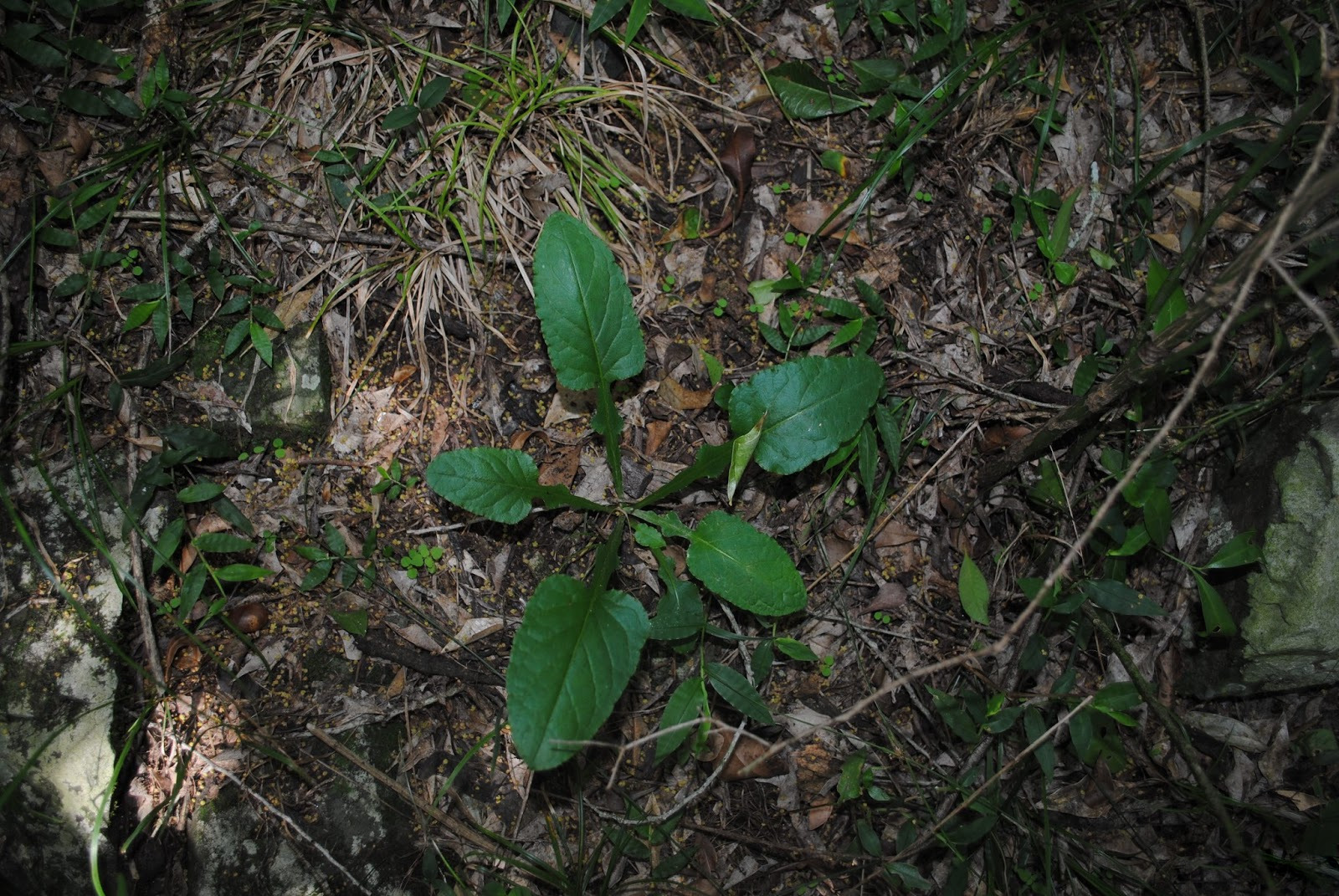
Blattrosette

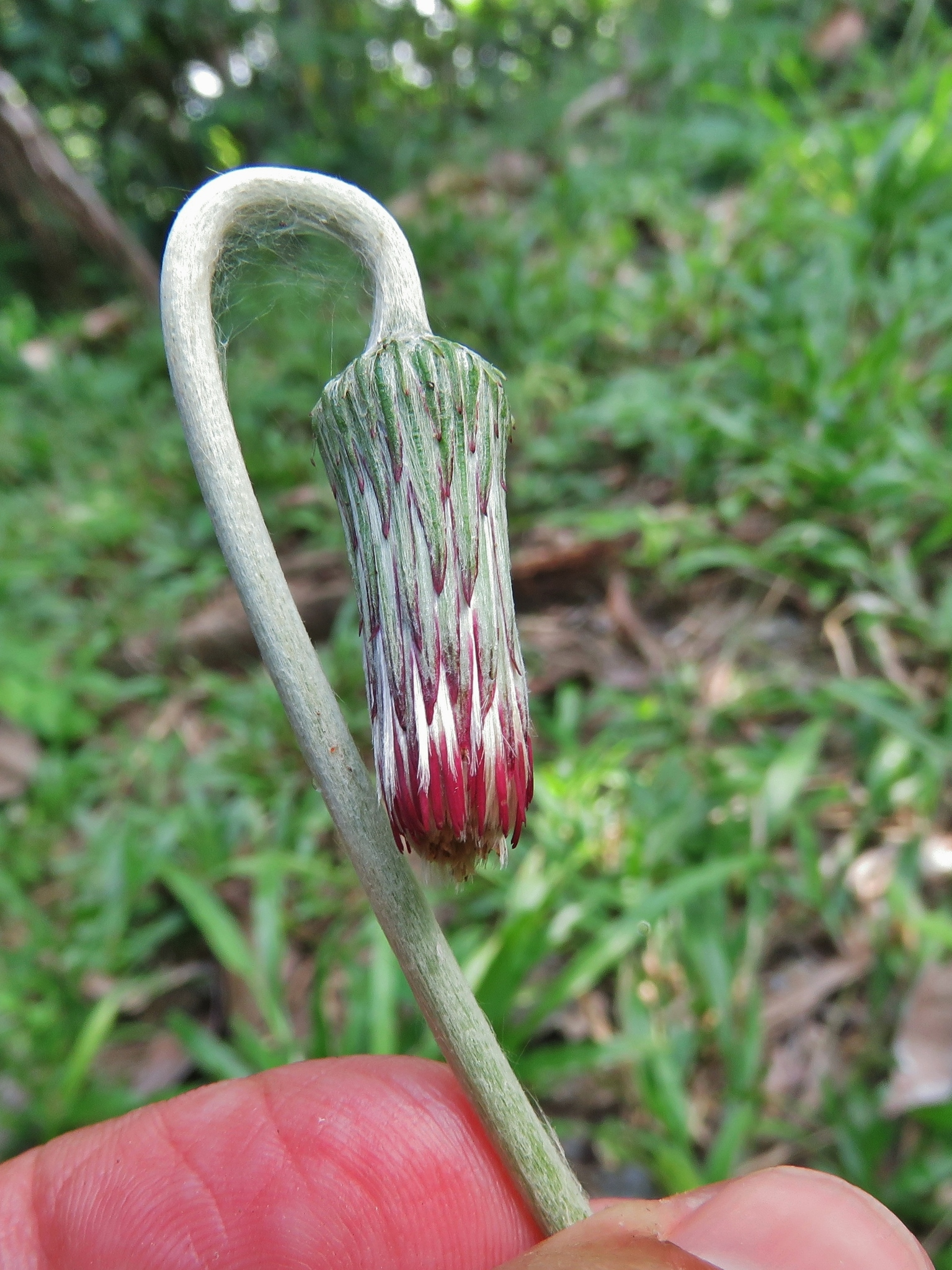
Nickender Blütenstand

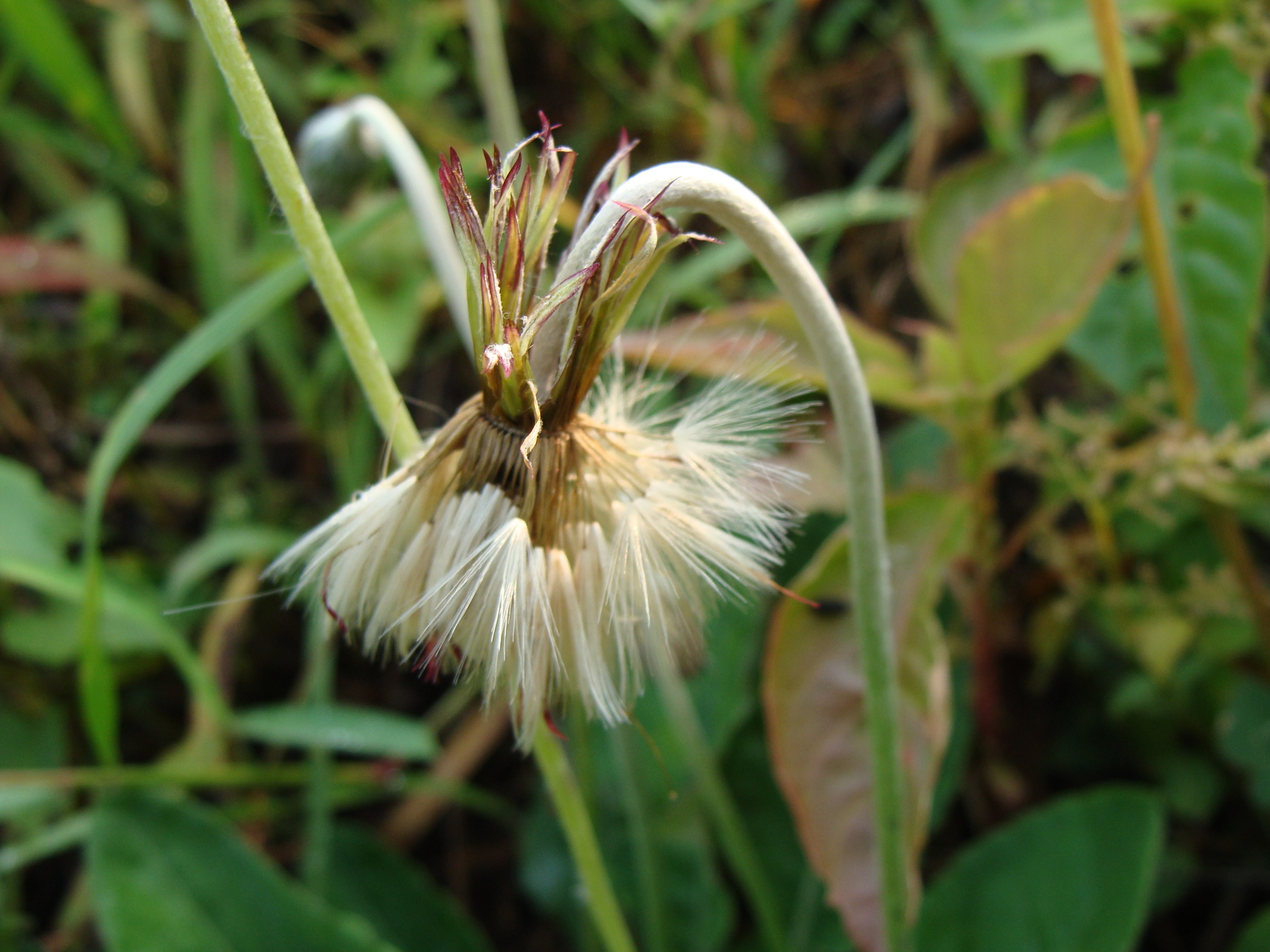
Fruchtstand

### Vegetative Merkmale
Chaptalia nutans ist eine ausdauernde, krautige Pflanze. Sie bildet eine kurze Primärwurzel und faserigen Seitenwurzeln. Der Stängel ist kurz. Die Laubblätter sind sitzend. Die Blattspreite ist leierförmig mit spitzem oberen Ende und gekerbten sowie fein gezähntem Rand. Die Blattunterseite ist behaart.

### Generative Merkmale
Die spinnwebig behaarten Blütenstandsschäfte sind 10 bis 65 Zentimeter lang. Das nickende Körbchen enthält 150 bis 320 Blüten, die alle fertil sind, äußere, weiß-rötliche und innere weiße, etwas reduzierte weibliche Zungen- und zwittrige, weiße Röhrenblüten. Es ist eine becher-, zylinderförmige, mehrkreisige Hülle vorhanden, die spitzen Hüllblätter sind behaart.
Der weiche Pappus der rippigen und geschnäbelten Achänen ist cremefarben.

### Chromosomensatz
Die Chromosomenzahl beträgt 2n = 48.

## Reproduktion
Zum Ende der Trockenzeit im Oktober bis Januar Brasiliens blüht und fruchtet Chaptalia nutans.

## Vorkommen
Chaptalia nutans ist in der Neotropis von Mexiko über Zentralamerika und Karibischen Inseln bis ins südliche sowie nördliche Südamerika verbreitet, aber nicht in Chile und Französisch-Guayana.
Sie gedeiht in warmen und feuchten, schattigen Lebensräumen und kann auch in Lebensräumen mit saisonaler Trockenheit vorkommen.

## Taxonomie
Die Erstbeschreibung erfolgte 1759 unter dem Namen (Basionym) Tussilago nutans durch Carl von Linné in Syst. Nat. 10. Auflage, 2, S. 1214. Die Neukombination zu Chaptalia nutans (L.) Pol. wurde 1878 durch Hellmuth Polakowski in Linnaea, Band 41, S. 582 veröffentlicht.
Das Artepitheton nutans bedeutet „nickend“ und bezieht sich auf die nickenden Blütenstände.

## Nutzung

### Verwendung
Chaptalia nutans wird in der Volksmedizin verwendet.

### Kultivierung
Chaptalia nutans ist einfach zu kultivieren.